# Kočno, Krško
Kočno este o localitate din comuna Krško, Slovenia, cu o populație de 12 locuitori.